# Templo da Fortuna Respiciente
Templo da Fortuna Respiciente (em latim: Aedes Fortunae Respicientis; em italiano:  Tempio della Fortuna Respiciens) era um templo da Roma Antiga que ficava localizado na encosta oriental do monte Palatino, no rione Campitelli.

## História
Este templo foi citado nos Catálogos Regionários do século IV e o antigo Vicus Fortunae Respicientis, citado na Base Capitolina. Da estrutura original nada restou, mas está preservado nos Museus Capitolinos o frontão em terracota multicolorida descoberto na Via di San Gregorio sob o extrato arqueológico relativo ao grande incêndio da época de Nero.

## Localização
Antigamente, tendo como base os Catálogos Regionários, no qual o Templo da Fortuna Respiciente estava elencado entre a Antiga Cúria e o Septizódio, e a crença de que este elenco havia sido composto em sentido horário em relação ao Palatino, acreditava-se que ele ficasse do lado oriental do monte Palatino, entre os dois monumentos citados. Já na lista da Base Capitolina, o Vico ficava depois do Vicus Curiarum, o que também suporta a tese da localização oriental do templo.
Mais recentemente, a identificação, na obra de Anselmino e Strazzulla, do frontão descoberto no centro da Via di San Gregorio em 1878 e preservado nos Museus Capitolinos como sendo do Templo da Fortuna Respiciente confirmou definitivamente a hipótese anterior. Assim, a este templo devem ser parte as ruínas em opus incertum localizadas no Palatino e remanescentes do século II a.C., restauradas durante o período imperial e ainda hoje visíveis no local.